# Воленское сельское поселение
Воленское сельское поселение — муниципальное образование в составе Новоусманского района Воронежской области.
Административный центр — посёлок Воля.

## Административное деление
В состав поселения входят:
- посёлок Воля
- посёлок Ракитное